# Jordi Virallonga i Eguren
Jordi Virallonga Eguren (Barcelona, 1955) és assagista, traductor i poeta en llengües catalana i castellana. Catedràtic de literatura espanyola (EU) a la Universitat de Barcelona, presideix l'Aula de Poesia de Barcelona des de la seva fundació, el 1989.
Eduardo Moga n'ha destacat la naturalitat del vers, la fluïdesa amb què la paraula més anodina s'omple de sentit poètic, i també un sentit de l'humor que no abandona mai els seus versos, fins i tot quan la crítica a la societat es fa més punyent.
Amb l'obra A favor de l’enemic guanyà el Premi Betúlia de Poesia Memorial Carme Guasch 2021, dins els Premis Literaris Ciutat de Badalona.

## Obra

### Llibres de poesia
En castellà:
- A la voz que me acompaña. Barcelona: Gráficas Bartolo, 1980. Plaquette.
- Saberte. Barcelona: Laertes, 1981.
- Perímetro de un día. Barcelona: Laertes, 1986. Amb pròleg de José Agustín Goytisolo.
- El perfil de los pacíficos. Madrid: Libertarias/Prodhufi, 1992.
- Dos poemas en Turín. Málaga: Librería Anticuaria El Guadalhorce, 1992. Plaquette.
- “La vida es mentira no obstante va en serio”, a: Cuadernos hispanoamericanos, n. 547 (1996), págs. 41-50. Antologia publicada com a suplement de la revista.
- Con orden y concierto. Palma: Sa Nostra y Universitat de les Illes Balears, 1996. Antologia. Plaquette.
- Poesía en el campus. Zaragoza: Universidad de Zaragoza, 2001. Pròlegs d'Eduard Sanahuja, José Agustín Goytisolo, Manuel Díaz Martinez i Julio José Ordovás. Antologia.
- Crónicas de usura. San Sebastián: Kutxa, 1997. Premio Ciudad de Irún. Hi ha edicions posteriors a Plaza&Janés (Barcelona, 1999), i Letralia (Guadalajara, Mèxic, 2008), amb epíleg de Marco Antonio Campos.
- Llevarte el día a casa. Málaga: Ayuntamiento de Málaga, 1999. Antologia.
- De varia misérrima. Sevilla: Arrayán, 2000. Antologia. Plaquette.
- Los poemas de Turín. Barcelona: Lumen, 2001. Pròleg de José Hierro.
- Todo parece indicar. Madrid: Hiperión, 2003. Premio Valencia de poesía-Fundación Alfonso el Magnánimo. Hi ha edició posterior a Morbo ediciones (Campeche, Mèxic, 2013). El poema "Iluso por sufragio", inclòs en aquest llibre, va guanyar el Premio Bilaketa. Villa de Aoiz, de l'any 2002.
- Poemas de amor descortés. Cuenca: El toro de barro, 2005. Antologia. Plaquette.
- Por si no puedes. México D.F.: La Cabra ediciones, 2010. Pròleg facsímil de José Hierro. Antologia.
- Hace triste. Barcelona: DVD, 2010. Pròleg d'Antonio Gamoneda.
- La amplitud de la miseria: antología de poemas 1986-2010. Ibagué (Colombia): Caza de libros, 2013.
- La transparencia oculta lo que muestra, a: Doble fondo, vol. IX. 'Bogotá: Arfo, 2014. Pròleg de José Ángel Leyva. Antologia.
- Incluso la muerte tarda. Madrid: Visor, 2015. Premio Hermanos Argensola 2015. Pròleg de Juan Gelman.

En català:
- Amor de fet. Lleida: Pagès, 2016. XX Premi Màrius Torres, 2015. Pròleg de Francesc Parcerisas.
- Animalons. Lleida: Pagès, 2016. Poemes per a infants. Amb il·lustracions de Ramon Moscardó, Josep Moscardó, Didier Lourenço, Xavier Rodés, Mar Díaz i Mauricio Sbarbaro. Amb propostes didàctiques de Laura González.